# 高橋真麻
高橋真麻（日语：／ Takahashi Maasa */?；1981年10月9日—）是日本女性自由播報員，為前富士電視台播報員，東京都出身，現所屬經紀公司為GRAPE COMPANY。父親高橋英樹及母親小林亞紀子均為日本著名演員。

## 經歷
名演員家庭的獨生女，母親之前流產了三次，第四次懷孕才順利分娩，因此格外疼愛她。
先後就讀於雙葉小學校、雙葉中學校·高等學校、東京女子大學文理學部社會學科。大學時間不斷奔走於富士電視台台場播報員學校、TBS播報員學校、朝日電視台ASK等各大電視台的播報員學校。2004年正式加入富士電視台成為播報員。2013年从富士電視台退社。
寶塚歌劇團的忠實愛好者，曾接受聲樂訓練。與石本沙織一起，是富士電視台內數一數二的歌唱高手。最拿手的歌曲是岩崎宏美的《灰姑娘的蜜月》。
Oricon舉行的「第8屆最受歡迎女主播」大型調查，高踞第8位。TBS節目《Quiz☆Talent名鑑》的調查，也高踞最受歡迎女主播第5位。

## 外部連結
- 經紀公司個人介紹頁 （页面存档备份，存于）
- 富士電視台 高橋真麻